# 直觉机器公司

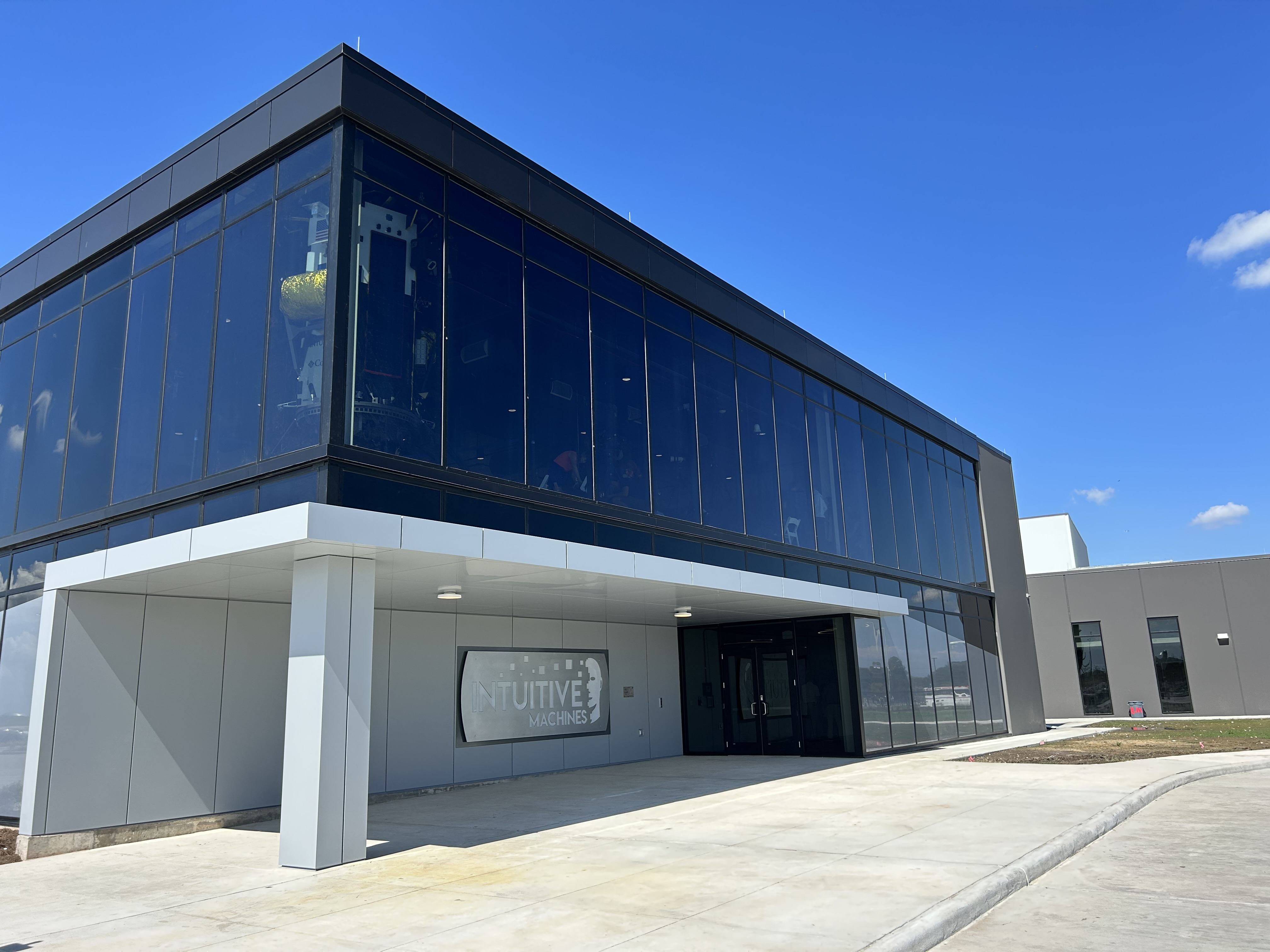
直觉机器公司位於休士頓太空港的月球作業設施

直觉机器公司（Intuitive Machines, Inc.）是一家美国太空探索公司，总部位于休斯敦。它成立於2013年。   2023年2月，纳斯达克上市Inflection Point Acquisition Corp. 與該公司合并。  該公司已和美国国家航空航天局簽約，並研發了奥德修斯月球着陆器。奥德修斯月球着陆器也是1972 年以来第一艘登陆月球的美国航天器。 